# Clarence Lightner
Pour les articles homonymes, voir Lightner.
Clarence Everett Lightner, né le 15 août 1921 à Raleigh et mort dans cette même ville le 8 juillet 2002, est un homme politique américain.
Il est le premier maire afro-Américain élu d'une ville du sud des États-Unis ayant une population de plus de 50 000 habitants à majorité blanche, Raleigh.